# Stanisław Dąbrowski (malarz)
Stanisław Dąbrowski (ur. 16 lipca 1892 w Krośnie, zm. 4 września 1973 w Krakowie) – polski malarz, grafik i historyk sztuki. Malował pejzaże, martwą naturę, kompozycje rodzajowe, rzadziej portrety.

## Życiorys

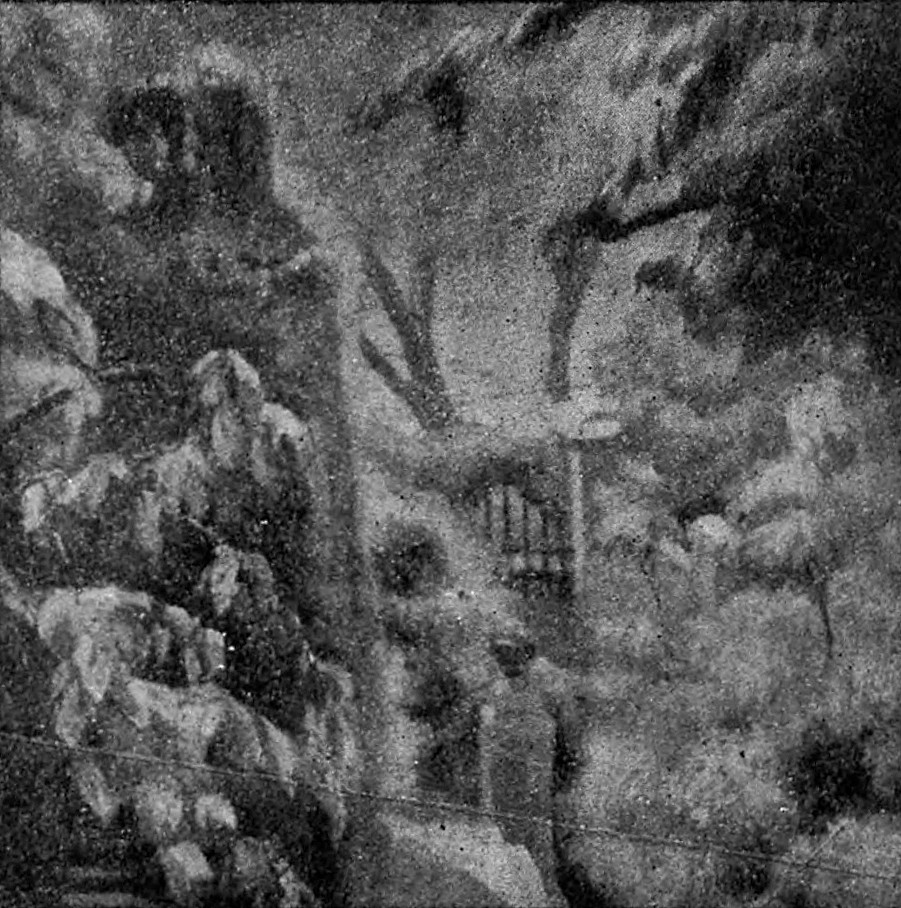
Obraz Pod słońce

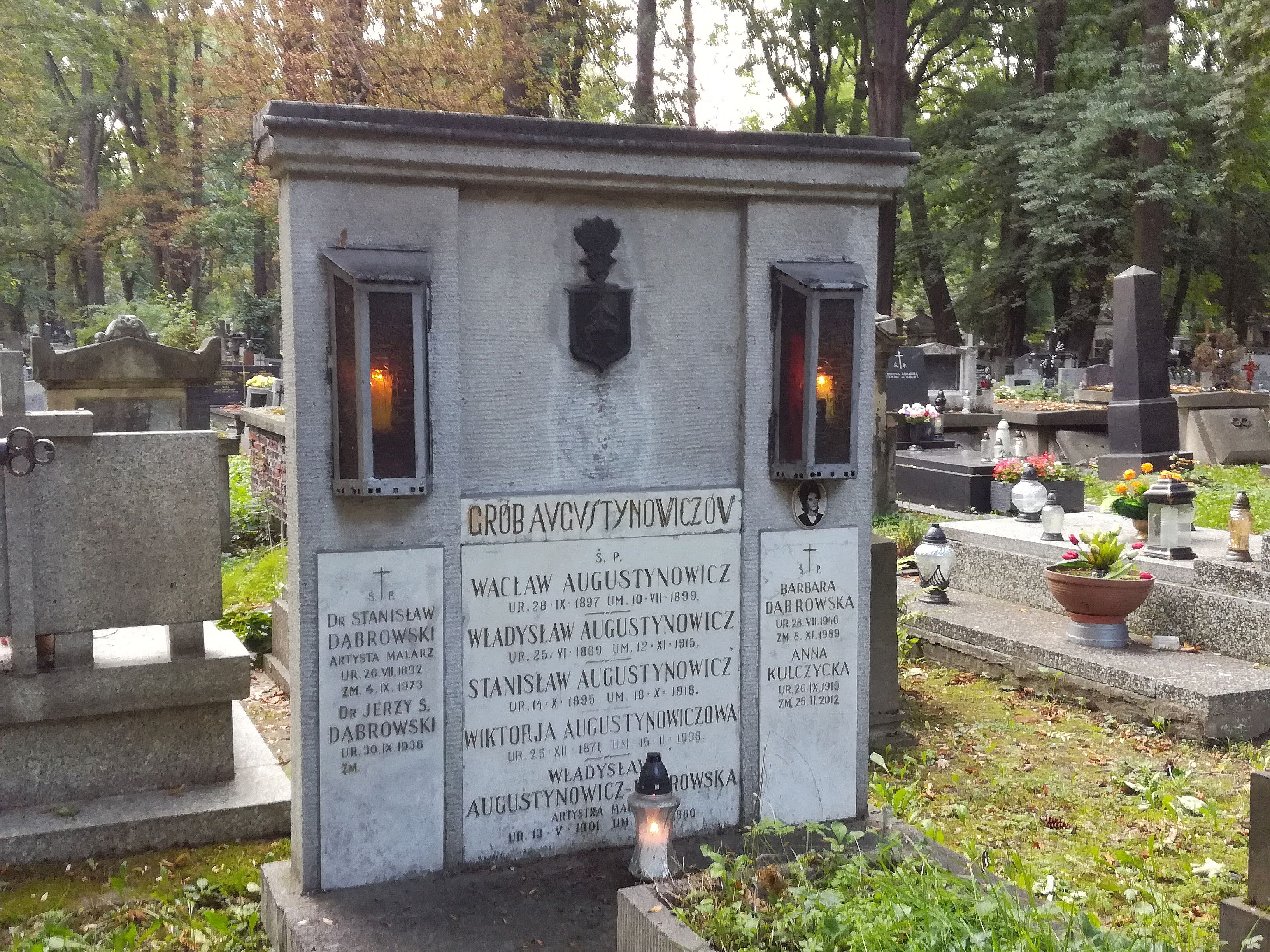
Grobowiec rodzinny

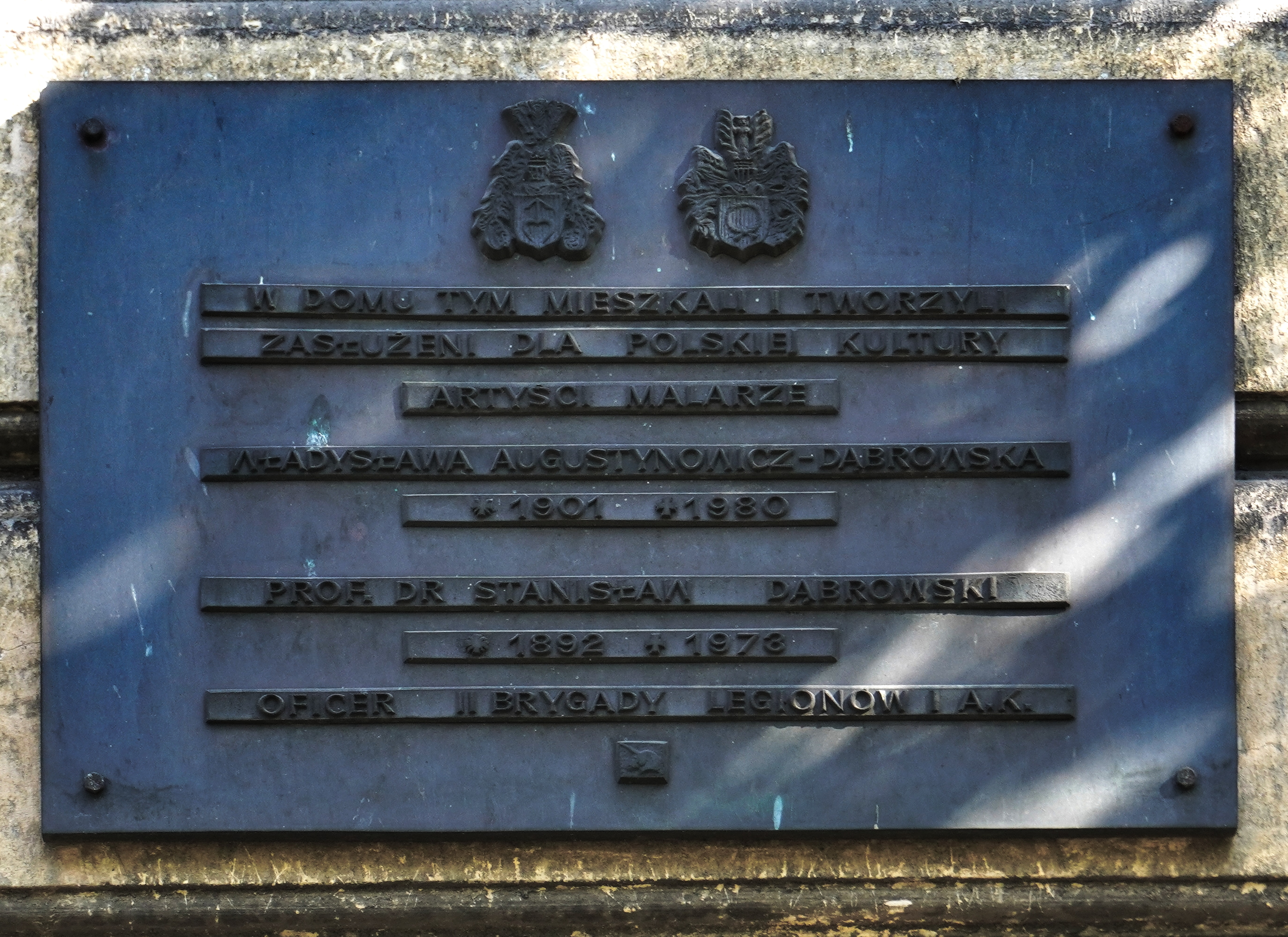
Tablica upamiętniająca prof. Stanisława Dąbrowskiego w elewacji kamienicy przy ul. Ambrożego Grabowskiego 8 w Krakowie

Syn Konstantego i Emilii z Krupińskich. Uczęszczał do Szkoły Sztuk Pięknych w Kazaniu, naukę kontynuował na Akademii Sztuk Pięknych w Krakowie, gdzie studiował od 1909 do 1913 pod kierunkiem Wojciecha Weissa i Józefa Mehoffera. Równolegle był studentem Uniwersytetu Jagiellońskiego, gdzie ukończył historię sztuki. Umiejętności malarskie rozwijał w Monachium i Paryżu, skąd powrócił w 1914.
Wstąpił do Legionów Polskich, gdzie zaszeregowano go do 2 kompanii III baonu 1 Pułku Piechoty, a następnie w 6 pułku piechoty II Brygady. W 1916 Stanisław Dąbrowski został przeniesiony do Departamentu Wojskowego Naczelnego Komitetu Narodowego, a następnie do Centralnego Biura Wydawnictw, gdzie współpracował ze Stanisławem Romanem Czaplickim. W 1917 przeniesiono go do Inspektoratu Zaciągu w Przemyślu, który stanowił rezerwę dla Polskiego Korpusu Posiłkowego. Na stopień chorążego kancelaryjnego został mianowany 1 stycznia 1917. Przeszedł wyszkolenie w przemyskiej Szkole Oficerów Polskiego Korpusu Posiłkowego. 2 lutego 1918 został aresztowany i osadzony w obozie w Witkowicach. Po listopadzie 1918 został oficerem Wojska Polskiego, znalazł zatrudnienie w Ministerstwie Spraw Zagranicznych jako inspektor referatu do spraw rewindykacji zabytków wywiezionych przez zaborcę do Austrii i Niemiec.
W 1921 przeszedł do rezerwy i został nauczycielem rysunku w krakowskich szkołach średnich. Od 1923 ograniczył pracę zawodową na rzecz malarstwa, brał udział w licznych wystawach w kraju i zagranicą. Od 1924 przez czterdzieści lat regularnie wyjeżdżał na plenery malarskie do Zakopanego i Białki Tatrzańskiej, gdzie w kościele znajduje się wiele obrazów jego pędzla. Helena Blum w 1947 skomentowała jego wystawę następującymi słowami: w bardzo kolorowym namalowanym motywie zatraca się zupełnie indywidualność artysty, który tkwi w kręgu doświadczeń dawnego, dobrego malarstwa W. Weissa. Lecz gdy malarstwo Weissa reprezentowało pewien styl i epokę, Dąbrowski oznacza tylko jej epigonizm. Był członkiem Cechu Artystów Plastyków Jednoróg. Pochowany na cmentarzu Rakowickim w Krakowie (kwatera IIa-wsch.).